# Alantsilodendron pilosum
Alantsilodendron pilosum là một loài thực vật có hoa trong họ Đậu. Loài này được Villiers miêu tả khoa học đầu tiên.